# Parage
Parage (cyr. Параге) – wieś w Serbii, w Wojwodinie, w okręgu południowobackim, w gminie Bačka Palanka. W 2011 roku liczyła 921 mieszkańców.